# Варлаам (Никольский)
Игумен Варлаам (в миру Василий Михайлович Никольский; 1872, Люторичи, Тульская губерния — 19 ноября 1937, Бутовский полигон, Московская область) — игумен Русской православной церкви.
Канонизирован Русской православной церковью как преподобномученик в августе 2000 году для общецерковного почитания.

## Биография
Окончил духовное училище и в 1895 году поступил послушником в Московский Чудов монастырь, где вскоре был пострижен в монашество с именем Варлаам. Около 1909 года он был рукоположён в сан иеродиакона, а затем — в сан иеромонаха. Церковное служение:
В 1917—1925 года служил в церкви Церкви Николая Чудотворца в Плотниках (Арбат).
В 1925—1929 года служил в храме Спаса на Песках (Арбат).
В 1929 году возведён в сан игумена.
Впервые арестован 28 декабря 1930 года во время массовых арестов священнослужителей и насельников монастырей. На допросе 31 января 1931 года отвечал «На заданный мне вопрос о моем отношении к существующему строю показываю: я монах, сторонник Церкви тихоновской ориентации, поэтому привык к повиновению, и поскольку такая политическая власть дана Богом, то, следовательно, я ей полностью подчиняюсь и даже поддерживаю. Родственников, как в пределах Союза, так и за границей, кроме упомянутого мною брата, не имею и переписки также, поэтому вращаюсь исключительно в среде своих прихожан». По окончании допроса был приговорён к трем годам ссылки в Казахстан за контрреволюционную деятельность, выражавшуюся в антисоветской агитации.
После возвращения из ссылки был направлен служить в Покровский храм в село Дьяково Московской области. 20 октября 1936 года он был переведен служить в Покровскую церковь в село Андреевское Дмитровского района.
Вторично арестован 5 ноября 1937 года по обвинению в антисоветской агитации и заключён в Таганскую тюрьму в Москве. Лжесвидетели утверждали, что игумен Варлаам «за последнее время всячески пытается расширить и укрепить влияние Церкви на население, и в этих целях он участил службы в церкви; вместо того чтобы служить только по воскресным дням, ввел службы и в выходные дни для рабочих Яхромской фабрики, причем сами службы тянутся очень долго… Из указанных фактов явствует, что Никольский к существующему строю настроен враждебно». На допросах виновным себя не признал. Фрагмент допроса:

— Вы среди населения, используя религиозные предрассудки, вели антисоветскую агитацию — в частности, говорили: «Советская власть счастья не принесет, надо венчаться в церкви»? Дайте об этом показания.
— Я действительно среди населения говорил о том, чтобы граждане венчались в церкви, советовал это приходящим ко мне, но антисоветской агитации не вел.
— Вы среди населения распространяли клевету о выборах в органы советской власти?
— По этому поводу я говорил лишь о том, что нас все равно на выборы не позовут. Никакой агитации я не вел.
— Вы среди детей-школьников пытались вести религиозную пропаганду? В частности, говорили о том, что в школах неверно объясняют происхождение человека?
— В прошлом году я проходил мимо школы, и ко мне обратился ученик школы с вопросом, откуда произошёл человек, сказав, что учитель говорил на уроке о том, что человек произошёл от обезьяны, и спросил меня, как я считаю, а я на это ответил ему, что от Бога. Больше я ничего не говорил.
— Признаете ли вы себя виновным в том, что вели среди населения антисоветскую агитацию?

— Виновным себя в этом не признаю.
Особая тройка НКВД по Московской области постановлением от 17 ноября 1937 года приговорила отца Варлаама к расстрелу.
Расстрелян 19 ноября 1937 года и погребён в безвестной общей могиле на Бутовском полигоне.

## Канонизация
Причислен к лику святых новомучеников и исповедников Российских для общецерковного почитания Деянием Юбилейного Архиерейского Собора Русской Православной Церкви, проходившего 13—16 августа 2000 года в Москве.
День памяти: 6/19 ноября и в Соборе новомучеников и исповедников Российских.